# Brigăzile-Fantomă
Brigăzile-Fantomă (2006) (engleză The Ghost Brigades) este un roman scris de John Scalzi. Romanul este al doilea din Universul ''Războiul bătrânilor''.
în afara protagonistului John Perry, singurele personaje principale din Războiul bătrânilor care apar și în acest roman sunt Jane Sagan și Harry Wilson.

## Povestea
Forțele Coloniale află că au fost trădate de un om din rândul lor, Charles Boutin, care a pus bazele unei alianțe improbabile între trei rase extraterestre - rraey, eneshanii și obinii - menită să înfrângă omenirea. Însă în fuga sa precipitată, trădătorul a lăsat într-un calculator o copie a conștiinței sale.
Această conștiință este instalată în corpul unui nou-născut, Jared Dirac, care se înrolează în Brigăzile-Fantomă - trupe de luptă formate din adulți modificați, ale căror gene provin din ADN-ul persoanelor moarte, 'integrați' laolaltă cu ajutorul sistemului BrainPal. Sub atenta supraveghere a locotenentului Jane Sagan, Dirac își începe antrenamentele și participă la misiunile de luptă menite să distrugă alianța extraterestră.
Rraey sunt înfrânți în câteva bătălii, în timp ce eneshanii sunt șantajați și forțați să rupă alianța și să declare război rraeylor în urma unui blitzkrieg în care este răpită moștenitoarea tronului. Pierderea femeii iubite în timpul acelei misiuni și vizitarea locului în care Boutin și-a pierdut fiica, pe Zoë, trezesc în Dirac conștiința latentă a lui Boutin. Astfel, el își dă seama unde se ascunde trădătorul - pe o planetă aflată chiar în sistemul de baștină al obinilor.
Forțele Coloniale trimit o echipă menită să îl răpească de acolo pe Boutin, dar aceasta cade într-o ambuscadă. Infailibilul sistem BrainPal este dezactivat și mulți dintre combatanți sunt uciși înainte ca Dirac să fie făcut prizonier și dus în fața lui Boutin. Se dovedește astfel că Zoë nu a murit, ci a fost salvată de obini și folosită ca monedă de schimb pentru ca Boutin să îi ajute să capete o conștiință, iar trădarea savantului are legătură cu credința sa că Forțele Coloniale vor fi distruse de alianța mai multor rase extraterestre - Conclavul - dacă nu își încetează politica beligerantă. Singura soluție, crede el, este ca aceste Forțe să fie distruse înainte de acțiunea Conclavului, fără a se gândi la consecințele pe care le vor suferi coloniile umane rămase ulterior fără apărare.
Metoda pe care vrea să o folosească pentru a neutraliza Forțele Coloniale este sabotarea sistemului BrainPal, motiv pentru care își transferă conștiința în trupul lui Dirac, prin intermediul căruia vrea să răspândească un virus informatic letal. Însă Dirac reușește să îi saboteze planul în ultimul moment; profitând de diversiunea creată de cei câțiva supraviețuitori ai Brigăzii-Fantomă ajunse acolo, el o contactează pe Sagan și o roagă să o salveze pe Zoë, apoi își autodistruge corpul în care se transferase conștiința lui Boutin.

## Personaje
- John Perry - scriitor pământean în vârstă de 75 de ani care se înrolează în Forțele Coloniale de Apărare. Conștiința sa este transferată într-un corp modificat, special pregătit pentru luptele spațiale cu alte rase
- Jane Sagan - membră a Brigăzilor-Fantomă din cadrul Forțelor Speciale, creată pronind de la ADN-ul soției decedate a lui John, Kathy
- Charles Boutin - om care, pentru a-și salva fiica, trădează omenirea și pune bazele unei alianțe între trei rase extraterestre care doresc extincția omenirii
- Jared Dirac - nou-născut înrolat în Foțele Speciale, care posedă conștiința latentă a lui Charles Boutin
- Harry Wilson - cel mai bun prieten al lui John pe perioada antrenamentelor, un individ extrem de inteligent și priceput la știință și tehnologie
- Laurence Szilard - general, șef al Forțelor Speciale ale Forțelor Coloniale de Apărare, șef direct al lui Jane
- Zoë - fiica lui Charles Boutin

## Universul
Toate Forțele Coloniale de Apărare (FCA) sunt organisme modificate genetic, cu tot felul de upgrade-uri, dar există și forțe speciale care primesc cele mai multe din aceste upgrade-uri. Acești soldați se nasc în aceste corpuri, și numai prin tehnologia BrainPal ei știu ce să facă. Călătoria prin univers se face prin intermediul motoarelor de salt, care permite transportul instantaneu.

## Opinii critice
Thomas M. Wagner consideră că „Brigăzile-Fantomă păstrează statutul lui Scalzi de cel mai merituos furnizor de space opera palpitantă, îndrăzneață și plină de miez”. În aceeași notă, Justin Howe apreciază că „proza lui Scalzi revine la Epoca de Aur a science fictionului, rămânând în același timp proaspătă și plină de vibrație”.
John DeNardo laudă „stilul narativ conversațional, accesibil” și modul în care Scalzi își construiește personajele, în timp ce Republibot.com vede în roman „o carte mai sofisticată decât Războiul bătrânilor, care are pretenții mai mari de la cititori [...] și probabil că-i poartă pe mulți dintre noi în direcții în care n-ar vrea să meargă”.